# Malcolm Mooney
Malcolm Mooney (1944) is een Amerikaanse krautrockzanger en dichter.

## Biografie
Mooney begon met zingen op de middelbare school en was lid van een a capella vocale groep, die bekend staat als de Six-Fifths. Hij verwierf enige bekendheid als beeldhouwer in New York en verhuisde vervolgens naar Duitsland, waar hij bevriend raakte met Irmin Schmidt en Holger Czukay, die een band aan het formeren waren. Mooney trad toe als leadzanger. De band was oorspronkelijk bekend als Inner Space, maar Mooney bedacht The Can, later afgekort tot Can.
Er werd een album met materiaal opgenomen met de naam Prepared To Meet Thy Pnoom, hoewel geen enkele platenmaatschappij het wilde uitbrengen. Het werd later uitgebracht in 1981 als Delay 1968. Cans tweede album Monster Movie werd hun debuut, uitgebracht in 1969. Het was succesvol in het Duitse undergroundcircuit. Diverse andere nummers die Mooney in deze periode met de band heeft opgenomen, verschijnen op de verzamelalbums Soundtracks en Unlimited Edition. Mooney verliet de band en keerde kort na de opname van Monster Movie terug naar Amerika, nadat een psychiater hem had geadviseerd dat het beter zou zijn voor zijn geestelijke gezondheid om te stoppen met de chaotische muziek van Can. De albumnotities beweren dat Mooney een zenuwinzinking had en herhaaldelijk 'boven, beneden' schreeuwde.
Hij keerde terug naar Can in 1986 om het eenmalige reüniealbum Rite Time op te nemen. Hij heeft ook drie albums uitgebracht met de San Francisco Bay Area-band Tenth Planet, waarvan op de eerste een nieuwe versie van het nummer Father Cannot Yell van Monster Movie verschijnt. Voor het tweede Tenth Planet-album werd een andere bezetting geïntroduceerd en het album kende een beperkte publicatie in Japan bij het P-Vine-label. Voorafgaand aan de uitgave bracht het label Unfortunate Miracle een gelimiteerde 7-inch picture disc-single uit met twee vroege mixen van het aanstaande album. In 2002 werd Mooney uitgenodigd om te zingen op het album All Ten Fingers van Andy Votel, op het nummer Salted Tangerines, een versie van Mooney's gedicht met dezelfde naam. The Tenth Planet bracht het album inCANtations uit bij Milviason Records. Mooney richt zich nu op zijn beeldende kunst. In 2007 nodigde Matthew Higgs Mooney uit om een stuk te exposeren in het eerbiedwaardige New Yorkse White Columns.
In 2013 begon Mooney samen te werken met drummer, songwriter en producent Sean Noonan, samen met Jamaaladeen Tacuma en Aram Bajakian, om Pavees Dance: There Always the Night op te nemen. De band trad in februari 2014 op op het Sons D'Hiver-festival in Frankrijk, voorafgaand aan de publicatie van de cd in juni 2014 en het bijbehorende boek met teksten en Mooney's kunstwerk.
In april 2017 verscheen Mooney in The Barbican Centre in Londen als de zanger van The Can Project, een reünieconcert met Irmin Schmidt, vergezeld door Thurston Moore van Sonic Youth en Debbie Googe van My Bloody Valentine. Jaki Liebezeit, de drummer van Can, was onlangs overleden. Het concert kreeg gemengde recensies en had te kampen met geluidsproblemen, vooral met de zang van Mooney.

## Discografie
Met Can:
- 1969: Monster Movie
- 1970: Soundtracks
- 1976: Unlimited Edition – compilatie, bevat alle nummers op eerdere Limited Edition
- 1981: Delay 1968 – compilatie
- 1989: Rite Time
- 1994: Anthology – compilatie
- 2012: The Lost Tapes – compilatie, 3-cd en 5-lp boxset

Met Tenth Planet:
- 1998: Malcolm Mooney and the Tenth Planet
- 2006: Hysterica
- 2011: inCANtations

White Columns: met Luis Tovar en Alex Marcelo
- 2011: Malcolm Mooney

Met Andy Votel:
- 2002: All Ten Fingers

Met Dave Tyack
- 2003: Rip Van Winkle

Met Sean Noonan 
- 2014: Pavees Dance: There's Always the Night
- 2019: Tan Man's Hat

Met Jane Weaver
- 2017: Modern Kosmology